# Пйотрув-Подлази
Пйотрув-Подлази (пол. Piotrów-Podłazy) — село в Польщі, у гміні Лаґув Келецького повіту Свентокшиського воєводства.